# Canastón
Canastón es un regalo que los empleadores suelen entregar a sus empleados con motivo de las fiestas de fin de año en Bolivia.
Los canastones navideños se entregan a la mayoría de empleados de empresas públicas y privadas en Bolivia y suelen contener alimentos y bebidas.  
El año 2023 el Estado boliviano creó una iniciativa denominada "del productor al canastón" para que los empleadores comparan más productos nacionales para armar sus canastones.Esta tradición boliviana supone un importante movimiento económico para las empresas nacionales y extranjeras del país, con iniciativas estatales y privadas, así como la organización de ferias en distintos departamentos.
En algunas instituciones estatales, el dinero destinado a la compra de canastones proviene del fondo de multas por atrasos de los propios empleados, aunque en otros empleos son los empleados quienes autogestionan la entrega de canastones con un descuento mensual a través de sus sindicatos o asociaciones.Sucede también que algunas instituciones prefiere dar bonos de compra de supermercados en lugar de canastones. La demora o la no entrega de canastones a los empleados durante fin de año suele generar malestar y protestas en el país.Sin embargo, la entrega de canastones navideños no es una obligación legal de los empleadores, sino más bien un gesto de amabilidad y agradecimiento por el trabajo de los empleados.
Según un estudio en Sucre, entre 2015 y 2017 un canastón con 23 productos costaba alrededor de Bs 1000.